# Burkard Porzelt
Burkard Porzelt (* 15. Februar 1962 in Würzburg) ist ein deutscher Theologe und Hochschullehrer.

## Leben
Nach seiner Schulzeit und seinem Zivildienst studierte Porzelt Katholische Theologie an der Universität Würzburg. 1991 erreichte Porzelt sein Diplom in katholischer Theologie sowie 1993 sein Diplom in Pädagogik. 1999 wurde er an der Universität Mainz mit der Arbeit „Jugendliche Intensiverfahrungen. Qualitativ-empirischer Zugang und religionspädagogische Relevanz“ promoviert. Nach wissenschaftlicher Assistenz am Seminar für Religionspädagogik, Katechetik und Fachdidaktik Religion im Fachbereich Katholische Theologie der Johannes Gutenberg-Universität Mainz erhielt er 2003 einen Ruf auf die Professur für das Fach „Katholische Theologie und ihre Didaktik, Schwerpunkt Religionspädagogik“ an die Westfälische Wilhelms-Universität.
2006 wechselte er auf die Professur für Praktische Theologie (Religionspädagogik und  Didaktik des Religionsunterrichts) an die Universität Regensburg.

## Wirken
Tätigkeits- und Forschungsschwerpunkt ist der pädagogisch-didaktische Aspekt der Theologie. Er forscht zur Bedeutung der Bibel für den heutigen Religionsunterricht und zur Frage, wie dieser mit dem kulturellen und historischen Abstand zwischen Bibel und heutiger Zeit umgehen kann.
Burkard Porzelt war von 2015 bis 2017 Dekan der Fakultät für Katholische Theologie an der Universität Regensburg.

## Bischöfliche Maßregelung
Im Zusammenhang mit der Rücknahme der Exkommunikation der Piusbruderschaft und in Reaktion auf die darauf folgende vielsprachige und international verbreitete Petition Vaticanum 2 maßregelte der Regensburger Bischof Gerhard Ludwig Müller die drei Theologieprofessoren der Universität Regensburg, Burkard Porzelt, Sabine Demel und Heinz-Günther Schöttler.

## Auszeichnungen
- Preis der Johannes Gutenberg-Universität Mainz (1999)

## Schriften (Auswahl)
- Glauben korrelativ kommunizieren. Annäherungen an das religionspädagogische Korrelationsprinzip. Klinkhardt, Bad Heilbrunn, 2023.
- Grundlegung religiöses Lernen. Eine problemorientierte Einführung in die Religionspädagogik. Klinkhardt, Bad Heilbrunn, 2013.
- Grundlinien biblischer Didaktik. Klinkhardt, Bad Heilbrunn, 2012.
- gemeinschaftlich mit Rudolf Englert, Annegret Resse, Elisa Stams: Innenansichten des Referendariats. LIT, Berlin, 2006.
- Die Religion (in) der Schule. Eine religionspädagogische und theologische Herausforderung. In: Religionspädagogische Beiträge, 54/2005, S. 17–29.
- Jugendliche Intensiverfahrungen. Qualitativ-empirischer Zugang und religionspädagogische Relevanz. Manumedia-Verlag Schnider, Graz 1999.